# Spaanse hyacint
De Spaanse hyacint (Hyacinthoides hispanica, synoniemen: Hyacinthoides non-scripta subsp. hispanica, Scilla hispanica) is een vaste plant uit de aspergefamilie (Asparagaceae) die veel lijkt op de wilde hyacint. De bloemen van de wilde hyacint geuren, maar die van de Spaanse hyacint zijn geurloos. De soort komt van nature voor in Spanje, Portugal, Italië en Algerije. Van daaruit is de soort verder verspreid naar Zuid-, West- en Centraal-Europa en Noord-Amerika. De soort wordt als sierplant gebruikt. In Nederland is de soort verwilderd. Het aantal chromosomen is 2n = 16.
De plant wordt 15–50 cm hoog en vormt een witachtige, 6–9 cm dikke bol, waarvan de schubben vergroeid zijn. Het blad is 20–50 cm lang en 1–3,5 cm breed. 
De plant bloeit in april en mei met blauwe, witte of roze, geurloze bloemen, die tot halverwege de bloemkroon buis- of klokvormig zijn. De bloeiwijze is een 4–15 bloemige tros, die aan de top meestal knikt. De bloemstelen hebben aan de voet een schutblad. Het schutblad is ongeveer even lang als de bloemsteel. De onderste bloemen zijn afstaand en hebben een tot 2 cm lange steel. De 1,5–1,7 cm grote bloembladen zijn langwerpig tot lancetvormig. De buitenste meeldraden zitten met het onderste derde deel van de helmdraad vast aan de bloemkroon. De helmhokjes zijn  meestal roomkleurig, maar kunnen soms blauw zijn.
De vrucht is een eivormige tot conische doosvrucht met dofzwarte ronde zaden.
De plant komt voor op schaduwrijke bergweiden.

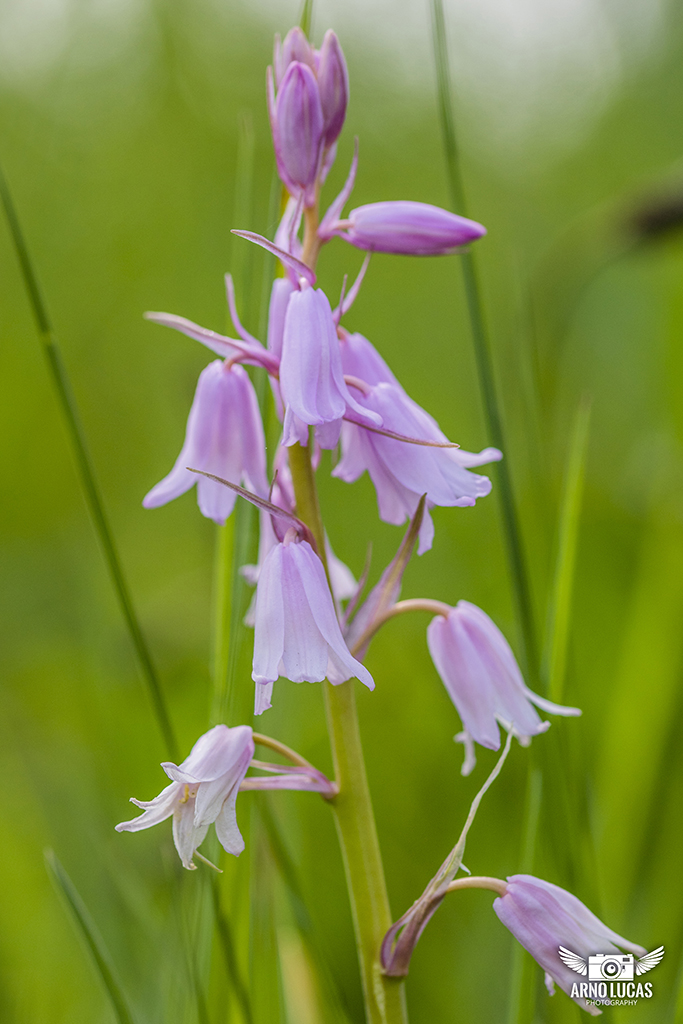
Hyacinthoides hispanica, de Spaanse hyacint.
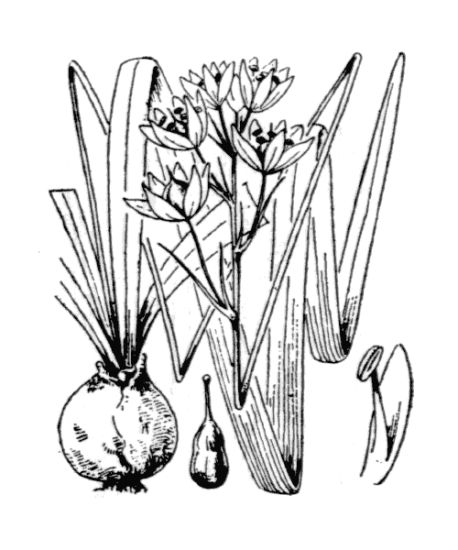
Illustratie
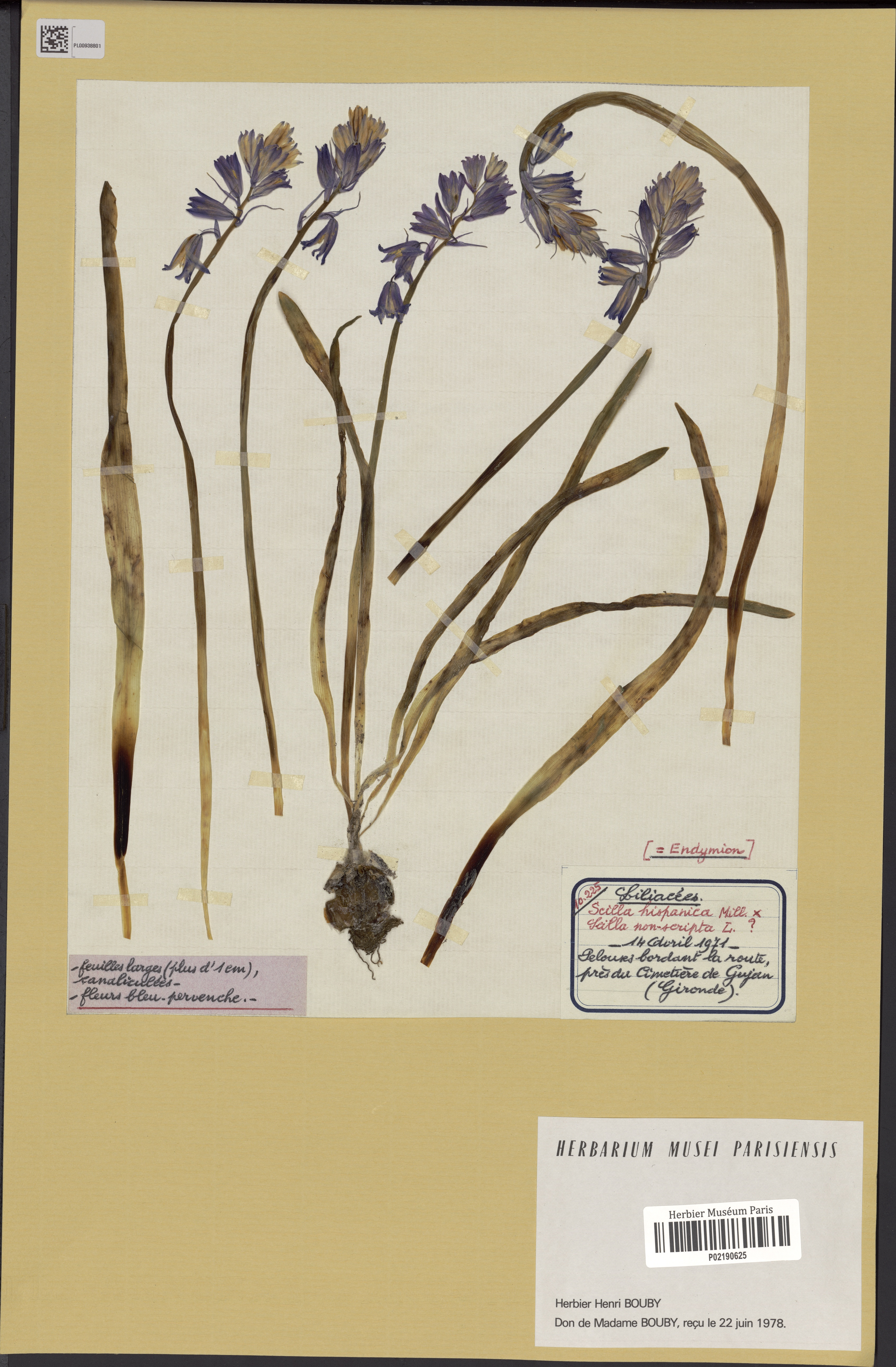
Herbarium exemplaar
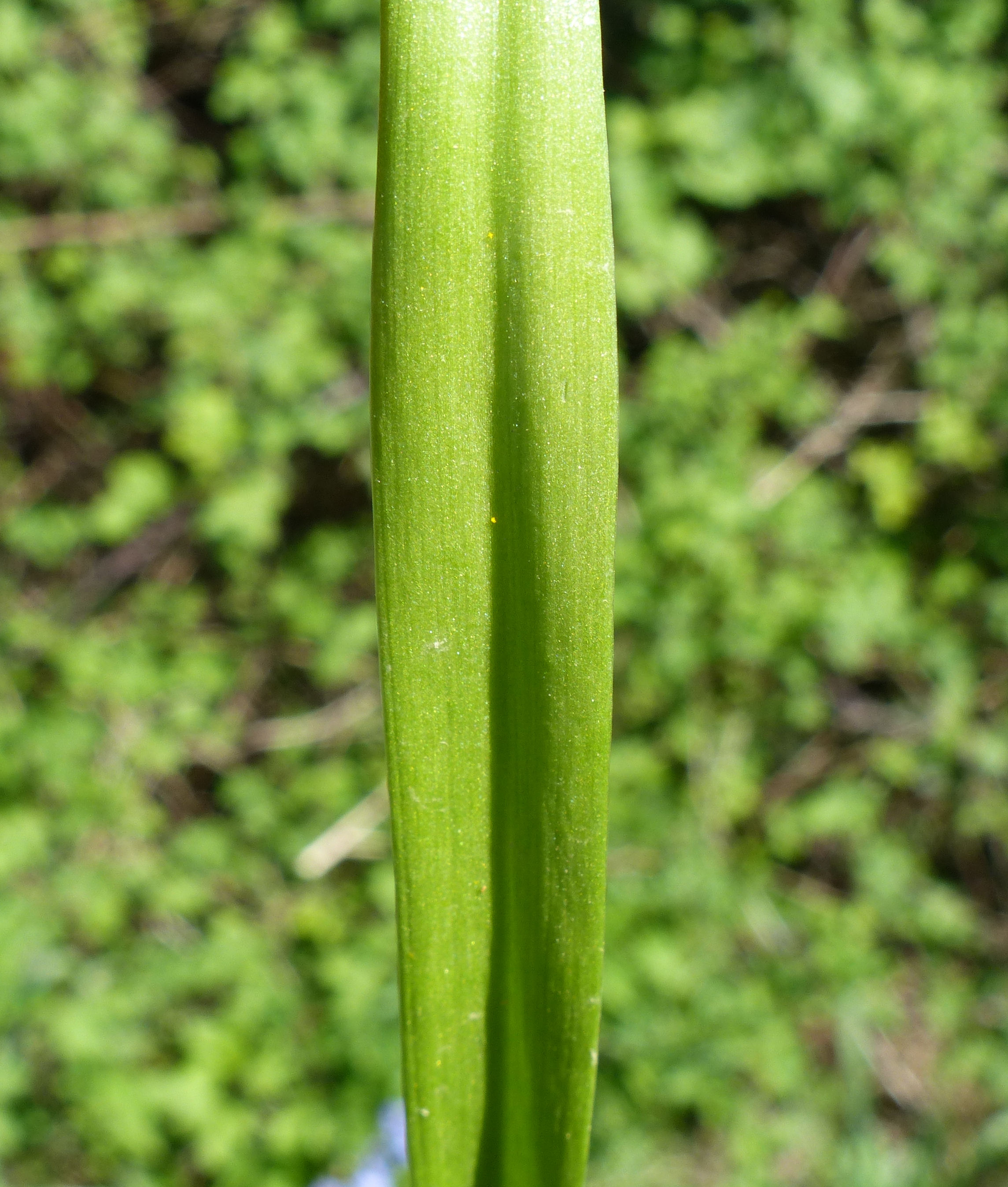
Blad
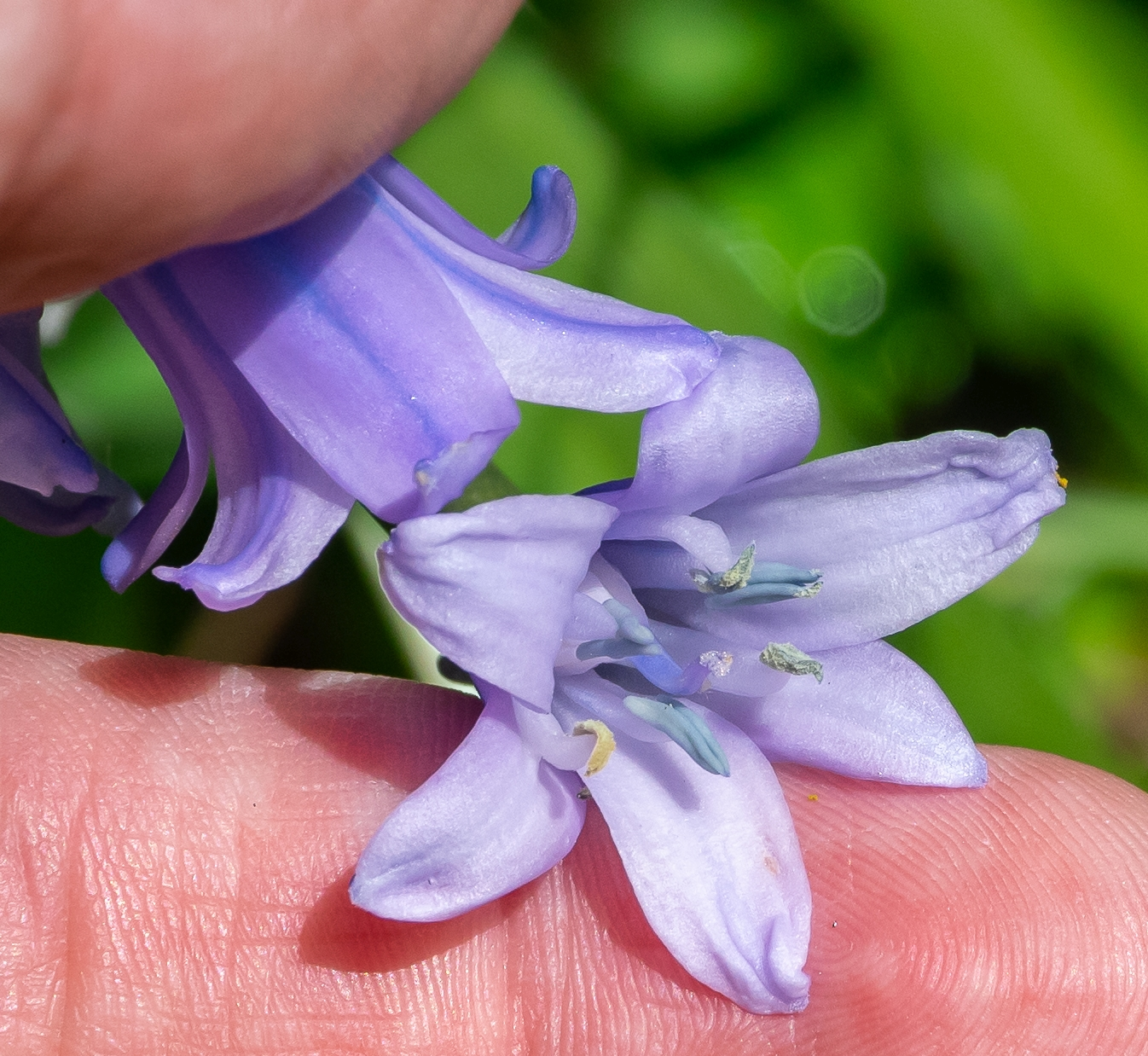
Bloem
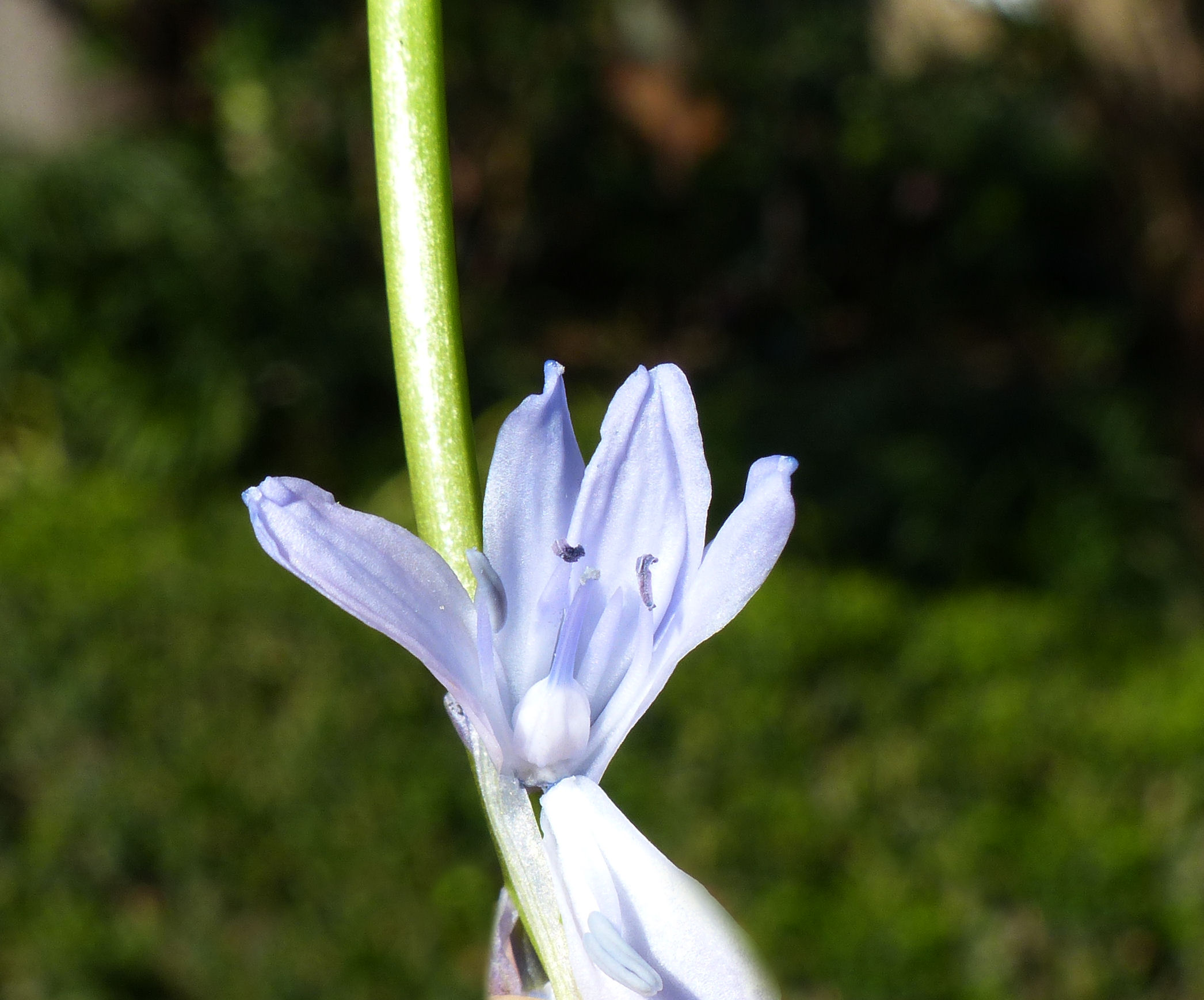
Vruchtbeginsel

## Ecologische aspecten
Waar de ingevoerde Spaanse hyacint Hyacinthoides hispanica en de wilde hyacint Hyacinthoides non-scripta samen aanwezig zijn, kunnen hybriden (Hyacinthoides ×massartiana) ontstaan.

De krachtige hybriden zijn fertiel en door terugkruising met beide ouders ontstaan tal van tussenvormen. Daardoor is er een reëel risico dat de "soortechte" Hyacinthoides non-scripta op termijn op oorspronkelijke plaatsen verloren zal gaan.